# Boletus reticuloceps
Espèce
Boletus reticuloceps, le Cèpe réticulé, est une espèce de champignons de la famille des Boletaceae. Il est très proche de Boletus edulis et se rencontre au Tibet et dans l'Ouest de la Chine.

## Description
Le chapeau est brun fortement réticulé à crêtes blanches. Stipe : pied blanc et réticulé.

## Systématique
Le nom correct complet (avec auteur) de ce taxon est Boletus reticuloceps (M.Zang, M.S.Yuan & M.Q.Gong) Q.B.Wang & Y.J.Yao, 2005.
L'espèce a été initialement classée dans le genre Aureoboletus sous le basionyme Aureoboletus reticuloceps M.Zang, M.S.Yuan & M.Q.Gong, 1993.
Boletus reticuloceps a pour synonymes :
- Aureoboletus reticuloceps M. Zang, M.S. Yuan & M.Q. Gong, 1993
- Boletus reticuloceps (M. Zang, M.S. Yuan & M.Q. Gong) Q.B. Wang & Y.J. Yao, 2005